# Vladimir Martinović
Vladimir Martinović (cyr.: Владимир Мартиновић, ur. 6 kwietnia 1973 w Zemunie) – serbski piłkarz występujący na pozycji obrońcy. Reprezentant Jugosławii.

## Kariera klubowa
Martinović karierę rozpoczynał w sezonie 1994/1995 w pierwszoligowym Zemunie. Jego barwy reprezentował przez trzy sezony, a potem przeszedł do szwajcarskiego pierwszoligowca, Neuchâtel Xamax. Jego graczem był również przez trzy sezony. W 2000 roku odszedł do drugoligowego FC Baden, gdzie spędził jeden sezon.
W 2001 roku Martinović wrócił do Jugosławii, gdzie został graczem pierwszoligowej Vojvodiny. Spędził w niej sezon 2001/2002. Następnie ponownie wyjechał do Szwajcarii, gdzie grał w drugoligowym FC Wohlen, czwartoligowym FC Rapperswil-Jona, trzecioligowym FC Tuggen oraz czwartoligowym FC Seefeld Zurych, gdzie w 2012 roku zakończył karierę.

## Kariera reprezentacyjna
W reprezentacji Jugosławii Martinović zadebiutował 12 czerwca 1997 w wygranym 3:1 meczu towarzyskiego turnieju Korea Cup z Ghaną. W drużynie Jugosławii rozegrał 3 spotkania, wszystkie w 1997 roku.